# KO SHIBASAKI ACTOR'S THE BEST -Melodies of Screens-
『KO SHIBASAKI ACTOR'S THE BEST -Melodies of Screens-』(コウ・シバサキ・アクターズ・ザ・ベスト -メロディーズ・オブ・スクリーンズ-)は柴咲コウの企画ベスト・アルバム。

## 概要
ベスト・アルバムとしては2017年発売の『KO SHIBASAKI ALL TIME BEST 詩』、KO SHIBASAKI ALL TIME BEST 詠』より約6年振りとなる。
本作は柴咲が女優としてデビューから出演していたドラマの主題歌や挿入歌から選曲された楽曲が収録される形となっている。
選ばれたドラマ楽曲のうち、自身が主題歌も務めた楽曲はそのまま収録されているが、他のアーティストが務めた主題歌は全て柴咲のカバー曲として収録されている。また、選考対象が柴咲が出演したドラマの楽曲に限定しているため、女優として出演しておらず、主題歌だけを担当した楽曲は選考対象にはなっていない。

## 制作背景
本作のタイトルに関して柴咲は分かりやすく伝わりやすくを重視しつつ決定したと言い、「柴咲コウってこんな人」と直ぐに分かって貰えるようなタイトルにしたのだと言う。
更にその当時の年代を堪能してほしいと言う思いから、当時のリリースされた順番に準拠する形での収録されており、柴咲曰く、カバー曲の方は今の自分が現代のアレンジを以て歌い、新たに生まれ変わった曲に仕上がった一方、自身の曲の方は敢えて歌い直さず、当時の時代の空気感や歌い方を味わえるようにそのまま収録したことで、良い意味で起伏に富んだ仕上がりになっていると語っている。
本作の発売に至る理由を以下のように語っている。
1998年から芸能活動をしてきて、今年25周年なんです。これまでの作品を振り返るという意味合いと、2002年に歌手デビューし、昨年から20周年の節目を迎え、歌い続けられたこと。この2つができること、続けてこられたことを、きちんと形にしたいと思いました—柴咲コウ
更に本作の選考基準については以下のように語っている
純粋に“歌いたい”という直感的に思ったことを大切にしました。そして、聴いている方にも”あーこんな作品にも出演していたなあ”と回顧してもらい、ご自身の当時のことを振り返るきっかけにもなるような曲を、と思い選びました—柴咲コウ

## 収録曲
1. 静かな日々の階段を
作詞・作曲:Kj / 編曲：渡辺シュンスケ
Dragon Ashの東映配給映画『バトル・ロワイアル』主題歌のカバー
2. 月のしずく
作詞：Satomi / 作曲：松本良喜 / ストリングスアレンジ：由宇あおい
RUI名義
2ndシングル
東宝系映画『黄泉がえり』オリジナルテーマソング
3. RIDE ON TIME
作詞・作曲：山下達郎 / 編曲：Billyrrom
山下達郎のTBS系の「日曜劇場」ドラマ『GOOD LUCK!!』主題歌のカバー
4. 思い出だけではつらすぎる
作詞・作曲:中島みゆき / 編曲:千住明
4thシングル
フジテレビ系『Dr.コトー診療所』挿入歌
5. いくつかの空
作詞：秋元康 / 作曲：Jin Nakamura / 編曲：CHOKKAKU
5thシングル
東宝系映画『着信アリ』主題歌
6. Sign
作詞・作曲：桜井和寿 / 編曲：皆川真人
Mr.ChildrenのTBS系ドラマ『オレンジデイズ』主題歌のカバー
7. 瞳をとじて
作詞・作曲：平井堅 / 編曲：亀田誠治
平井堅の邦画『世界の中心で、愛をさけぶ』主題歌のカバー
8. 最愛
作詞・作曲：福山雅治 / 編曲：福山雅治・井上鑑
KOH+名義
映画『容疑者Xの献身』主題歌。
17thシングル
9. わたしが竜宮小僧だったとき
作詞：森下佳子・菅野よう子 / 作曲・編曲：菅野よう子
『NHK大河ドラマ『おんな城主 直虎』音楽虎の巻 サントラ』収録曲
NHK大河ドラマ『おんな城主 直虎』劇中歌
10. silence
作詞：柴咲コウ / 作曲・編曲：野崎良太 / 訳詞：有坂美香
13作目の配信限定シングル
WOWOW制作ドラマ『坂の途中の家』主題歌
11. コール・ミー・クルエラ
作詞：Nicholas Britell・Florence Welch・Steph Jones・ Jordan Powers・Taura Stinson・日本語訳：Mai Furugaichi / 作曲：Nicholas Britell・Florence Welch・Steph Jones・ Jordan Powers・Taura Stinson / 編曲：Nicholas Britell
『クルエラ オリジナル・サウンドトラック』（日本版）収録曲
ディズニー映画『クルエラ』日本版エンドソング
12. ヒトツボシ
作詞・作曲・編曲：福山雅治
KOH+名義
ミニ・アルバム『ヒトツボシ 〜ガリレオ Collection 2007-2022〜』表題曲
映画『沈黙のパレード』主題歌
13. 銀の龍の背に乗って
作詞・作曲：中島みゆき / 編曲：木村敦
中島みゆきのフジテレビ系ドラマ『Dr.コトー診療所』主題歌のカバー

## 演奏
- 柴咲コウ：Vocal
- 渡辺シュンスケ：Piano & Programming (#1)
- Shunsuke：Drums (#3)
- Taiseiwatabiki：Bass (#3)
- Rin：Guitar (#3)
- Leno：Keyboards (#3)
- Yuta Hara：DJ (#3)
- Moi：Chorus (#3)
- 山口寛雄：Bass (#6)
- 西川進：Guitar (#6.7)
- 皆川真人
  - Keyboards & Programming (#6)
  - Piano (#7)
- 亀田誠治：Bass (#7)
- 豊田泰孝：Programming (#7)
- 今野均ストリングス：Strings (#7)
- 福山雅治
  - Guitar (#8.12)
  - Bass (#12)
  - Chorus (#8)
- 井上鑑
  - Keyboards (#8.12)
  - Programming (#8)
- 山木秀夫：Drums (#8.12)
- 石成正人：Guitar (#8)
- 金原千恵子ストリングス：Strings (#8.12)
- 山本裕康、古川展生：Cello (#8)
- 毛利泰士：Programming (#8)
- 向山佳絵子ストリングス：Strings (#9)
- 森田昌弘：Strings Concertmaster (#9)
- 稲葉明徳：琉笛、竹笛 (#9)
- 浦田恵司：Synthesizer Manipulator (#9)
- 杉本洋祐：Synthesizer Programming (#9)
- 菅野よう子：Piano & Keyboards (#9)
- 西村浩二：Trumpet (#12)
- 村田陽一：Trombone (#12)
- Tak Miyazawa：Additional Instruments (#12)
- 生本直毅：Guitar (#13)
- 吉田翔平：Strings (#13)
- 木村篤史：Programming (#13)